# Euryischia psyllae
Euryischia psyllae är en stekelart som beskrevs av Girault 1930. Euryischia psyllae ingår i släktet Euryischia och familjen växtlussteklar. Inga underarter finns listade i Catalogue of Life.